# Williams (Minnesota)
Williams é uma cidade localizada no estado americano de Minnesota, no Condado de Lake of the Woods.

## Demografia
Segundo o censo americano de 2000, a sua população era de 210 habitantes.
Em 2006, foi estimada uma população de 197, um decréscimo de 13 (-6.2%).

## Geografia
De acordo com o United States Census Bureau tem uma área de
2,5 km², dos quais 2,5 km² cobertos por terra e 0,0 km² cobertos por água.

## Localidades na vizinhança
O diagrama seguinte representa as localidades num raio de 60 km ao redor de Williams.